# Тобијас Ридер
Тобијас Ридер (  — Ландсхут, 10. јануар 1993) професионални је немачки хокејаш на леду који игра на позицијама крилног нападача.
Члан је сениорске репрезентације Немачке за коју је на међународној сцени дебитовао на светском првенству 2014.
Учествовао је на улазном драфту НХЛ лиге 2011. где га је као 114. пика у четвртој рунди одабрала екипа Едмонтон ојлерса. Од 2014. игра у дресу екипе Аризона којотси.